# Càmera analògica

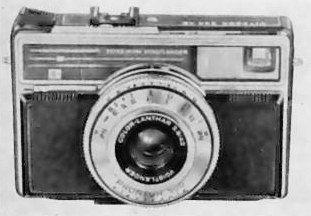
Càmera analògica "Voigtländer Vitessa 500 AE"

Una càmera és un dispositiu tecnològic que serveix per a registrar imatges estàtiques o en moviment de paisatges, persones, esdeveniments o objectes amb finalitats diferents, per exemple, per guardar-ne una memòria visual.
En aquest cas, les càmeres analògiques fan possible que existeixi la fotografia analògica (també coneguda com a química o de carret). També són les que van fer possible que posteriorment apareguessin les càmeres digitals i conseqüentment la fotografia digital.

## Història

### Antecedents
La fotografia comença amb antecedents com el daguerreotip, la cambra fosca, la càmera estenopeica i les investigacions sobre l'ennegriment de les sals de plata.

### Inicis
La fotografia analògica va començar basant-se en el coneixement de les propietats de la llum i en descobriments tant físics com químics que van anar fent-se al llarg de dècades. El motiu principal que va motivar la creació de les càmeres analògiques va ser el desig de capturar moments i poder tenir-los posteriorment en un suport físic que pogués perdurar en el temps.
Des dels seus inicis, les càmeres analògiques han tingut una evolució important, ja que en crear-se capturaven la realitat de manera molt simple i la gent buscava anar perfeccionant-les. Cercaven, per exemple, processos per tal d'accelerar el temps de l'exposició de les fotografies.

## Característiques principals
A continuació trobarem una llista de característiques que distingeixen les càmeres analògiques d'altres:
- Impliquen un procés de revelatge per obtenir la imatge final. Procés que pot fer el fotògraf mateix, o bé comerços especialitzats com, per exemple, laboratoris de revelatge. No és un procés excessivament lent però en comparació amb la fotografia digital sí que es nota molt la diferència.[5]

- No tenen una pantalla LCD. Aquesta característica fa que no es pugui observar el resultat al moment. Fins que no es realitza el procés de revelatge, mencionat anteriorment, no es podrà observar com ha quedat la imatge.[5]
- Funcionen amb carret. Aquest és un rotlle fotogràfic que és un acetat que té partícules de plata sensibles a la llum.[6] Cadascun d'ells diferents (més freds, més càlids, amb més o menys saturació, granulat...). Aquests oscil·len entre preus molt diferents, alguns d'assequibles i altres amb preus alts. Es poden trobar fàcilment a botigues especialitzades o a Internet.[5]
- Algunes només tenen el mode manual. Sobretot les més clàssiques i atemporals.[5]

## Tipus de càmeres analògiques
En ser molt llarga la història de les càmeres analògiques, trobem que avui en dia n'hi ha molts tipus. Cal tenir en compte que les tipologies d'aquestes càmeres s'estableixen segons les diferents característiques que tenen, per exemple, segons el sistema de visor que tinguin, la mida, el format de pel·lícula que admeten, la funció que permeten, etc.

### Compactes[8]
Són de les més senzilles. No tenen la possibilitat de canviar l'objectiu, ja que la lent va unida al cos. Són lleugeres i poc voluminoses. Les càmeres compactes poden tenir controls automàtics o manuals tant pel que fa al diafragma com per a l'obturador.
- De focal fix: Les que disparen sempre a la mateixa distància focal i que solen tenir la nitidesa màxima entre els 2 i els 5 metres, depenent de la càmera.

- De focal variable: També conegudes com les que tenen zoom, són les que poden variar la longitud focal per enfocar l'objecte sense necessitat d'apropar-s'hi i allunyar-se'n.
- D'un sol ús: Compostes per una capsa que no permet que entri la llum i que porten incorporada la pel·lícula. Un vegada obertes ja no es poden tornar a fer servir. Algunes porten flaix i d'altres es poden submergir.

La primera càmera compacta per a pel·lícules de format de 35 mm va ser la Leica I / 1929.

### Telemètriques[9]
També conegudes com a Rangefinder. Són aquelles càmeres que tenen un telèmetre, un instrument o dispositiu capaç de mesurar les distàncies de funcionament gràcies a un mètode matemàtic.

### Rèflex o SLR[10]
Les càmeres reflex o "Single Lens Reflex" es consideren les càmeres més utilitzades tant per aficionats com per professionals de la fotografia. Són fàcils d'utilitzar i proporcionen molt bons resultats tant en qualitat com en l'ampli ventall d'opcions creatives que ofereixen. Tenen un visor reflex enlloc d'un visor òptic. Aquestes càmeres donen la possibilitat de canviar l'objectiu. Tenen diferents controls com el selector de la sensibilitat, el disparador, el comptador d'exposicions i l'avenç de la pel·lícula.

### Rèflex binoculars o TLR[11]
Aquestes també són conegudes com a "Twin Lens Reflex", són càmeres binoculars que tenen incorporats dos objectius iguals al seu cos. Avui en dia han caigut molt en desús i no se'n fabriquen moltes, però valen la pena, ja que una vegada conegut el seu funcionament donen resultats de molt bona qualitat. La marca d'aquestes càmeres més popular és l'alemanya Rolleifex.

### Miniatura[12]
Aquestes càmeres tenen totes les característiques d'una càmera convencional però el seu format és molt reduït. Pot ser difícil de controlar per al fotògraf inexpert i a més a més requereix de temps d'exposició molt llargs. Els exemples més característics són la càmera Minox i la càmera Tessina.

### De 35 mm SLR automàtiques[13]
Aquestes són càmeres que poden ser tant manuals com automàtiques. Si són manuals, es dona una total llibertat al fotògraf pel que fa als controls per tal de fer una foto com es desitja. Pel que fa a les automàtiques, tots els paràmetres automatitzats que tenen poden ser de gran ajuda al fotògraf. Els automatismes poden arribar a ser totals i, per tant, el fotògraf només hauria d'enquadrar i disparar. Els automatismes més importants són el de prioritat a l'apertura i el de prioritat a l'obturació. La primera càmera automàtica va ser creada per Kodak l'any 1938.

### SLR de format mitjà[14]
Són aquelles que utilitzen la pel·lícula de 60 mm d'ample. La mida final del fotograma dependrà del model de càmera. Aquestes càmeres solen ser excel·lents a causa de l'alta qualitat de les imatges. Aquestes van ser les més utilitzades en els estudis professionals de fotografia ja eren més còmodes de tractar, a més a més, tenien un preu que no tothom podia pagar. Quan es van popularitzar, el preu va baixar i d'aquesta manera es va apropar la fotografia de format mitjà a fotògrafs no professionals. Les marques més conegudes són Mamiya, Zenza Brónica i Hasselblad.

### De visor directe[15]
També anomenades de visor òptic. Són totes aquelles que no usen un mirall per tal de fer-nos arribar la imatge de l'escena a través del visor. La Mamiya 7 II és una de les càmeres més conegudes dins d'aquesta categoria.

### Tècniques portàtils d'estudi[15]
Aquestes es coneixen amb molts noms com, per exemple, bancs òptics, càmeres de banc, càmeres de placa, etc. Els formats de pel·lícula usats són entre 9x12 i 20x25. La seva principal característica és la flexibilitat, la qual cosa vol dir que els plans on estan l'objectiu i on es col·loca la placa es poden moure. El seu gran avantatge és la qualitat i la nitidesa i el seu gran desavantatge és la gran mida i pes.

### De revelat instantani[16]
Aquest tipus de càmeres, conegudes sobretot per la marca Polaroid, van ser inventades per Dr. Edwin H. Land l'any 1947. Aquestes càmeres funcionen amb un tipus de pel·lícula que s'exposa, es revela i positiva de manera automàtica i d'aquesta manera obtenim la impressió de la imatge en uns 60 segons aproximadament. La mida de la fotografia dependrà del tipus de càmera. Alguns models tenen flaix incorporat i els models més avançats tenen fins i tot algun control de mecanismes per poder dirigir l'exposició.

### Submergibles[17]
Aquestes són capaces de funcionar sota l'aigua sense fer-se malbé. Per tal que això passi, les càmeres són hermètiques amb una estructura forta per tal de suportar la pressió de l'aigua. L'estructura en la fotografia analògica sol ser una caixa de policarbonat que té una tanca que resisteix al pes de l'aigua. A més a més, en tenir l'estructura són més resistents als cops i a la pols. La profunditat màxima a la qual es poden submergir depèn de la marca.

### Panoràmiques[18]
Aquest tipus de fotografies requereixen càmeres especials per tal d'aconseguir el resultat desitjat. Aquestes fotografies es caracteritzen pel seu format ampli i un punt de vista molt més allargat del convencional. Existeixen tres tipus de càmeres que usin pel·lícula fotogràfica:
- Càmeres panoràmiques estàndard de gran angle: Funciona exactament igual que una càmera convencional però amb la capacitat d'exposar fotogrames més amples sense distorsions. La més coneguda és la XPan de la marca Hasselblad.
- Càmeres panoràmiques rotatives: Aquestes càmeres fan un moviment circular mentre es va fent la foto de manera gradual. La pel·lícula es sincronitza al moviment de la càmera que pot arribar a ser de 360° i més, si el negatiu dura.
- Càmeres panoràmiques de lent oscil·lant: Aquestes tenen un objectiu especial que fa un moviment horitzontal d'esquerra a dreta mentre es va fent la fotografia. Es necessita trípode per tal d'utilitzar-les.

## Revelació de les fotografies analògiques
La revelació de les fotografies analògiques es basa habitualment en un procés físicoquímic que involucra l'ús d'un material fotosensible actiu. Aquest material s'aplica sobre plaques de vidre o sobre una pel·lícula flexible de material translúcid. Seguidament, s'estabilitza per l'obtenció i el processament de les imatges.
Per l'obtenció de les imatges fotogràfiques s'emplea un suport anomenat pel·lícula fotogràfica, en el qual l'element sensible a la llum és l'halogenur de plata; el compost actiu. La grandària i la quantitat dels cristalls de l'halogenur de plata determinen la sensibilitat de la pel·lícula. Aquesta sensibilitat s'expressa en una escala de sensibilitat fotogràfica estandarditzada per la ISO.
En el procés de revelat hi ha dos passes bàsiques: el revelat i la fixació. Un cop seca la pel·lícula o "negatiu", es poden fer còpies de la imatge sobre paper o sobre una altra pel·lícula. D'aquesta manera obtenim una diapositiva o un positiu translúcid, que ens permetirà observar la fotografia per projecció o transparència.
Les imatges obtingudes, al invertir de nou els valors de la llum, per ampliació o contacte, ens donen com a resultat un "positiu". A aquest procés l'anomenem positivat.

## Càmeres analògiques en l'actualitat
Sempre es diu que tot torna; i és aplicable tant a la història com a les modes. Avui en dia, ha succeït això amb les càmeres analògiques, ja que han tornat a estar de moda. Per tant, en plena revolució digital, ha sorgit una passió per la fotografia analògica que la manté viva. Aquest és un fet que ha sorprès molta gent, ja que aquest tipus de fotografia és molt més complexa per motius com haver d'esperar com a mínim 24 hores per tal de veure els resultats. No obstant això, hi ha diferents motius que fan que segueixi viva, petits detalls que captiven a la gent. Podríem parlar dels resultats, que tenen una espècie d'atmosfera que no s'acaba d'aconseguir mai amb les càmeres digitals. També hi ha el fet que el fotògraf s'involucra molt més en el procés i que segueix la filosofia de "fes-ho tu mateix" que tant agrada a la gent. A més a més, és una manera de tornar a tot allò clàssic i quan es fa una fotografia es té molt més clar el que es vol captar, ja que no es vol desaprofitar una imatge.

### On trobar-les
Tenint en compte que són una moda que ha tornat, tenim una important facilitat per a trobar-ne i a més a més a un preu assequible, cosa impensable en els seus principis.
Podríem començar preguntant a coneguts o familiars com pares o avis, ja que abans les analògiques eren les úniques càmeres que hi havia al mercat.
Una altra opció són les botigues d'antiguitats o bé els mercats ambulants, tot i que en aquests dos s'ha de tenir en compte que les càmeres no poden estar ens el seu millor estat i es recomanaria tenir un mínim coneixement sobre el tema per tal de no tenir cap decepció.
Per altra banda hi ha les botigues de fotografia especialitzades. Aquestes solen ser més cares però garanteixen una mínima qualitat en ser un producte revisat que està en bon estat.
A més a més, avui en dia a Internet hi ha moltes botigues en línia on les venen i on es poden revisar les opinions d'altres usuaris i veure bones imatges del producte. També podem obtenir ofertes.